# Frans Ykens
Frans Ykens (17. duben 1601 Antverpy, Belgie – před 1693 Brusel, tamtéž) byl vlámský barokní malíř, který se specializoval na květinová zátiší. 
Studoval u svého strýce Osiase Beerta, po ukončení studií uskutečnil cestu do francouzské Provence a po návratu do Antverp roku 1630 vstoupil do místního malířského cechu sv. Lukáše. Roku 1635 se oženil s Catarinou Ykens-Floquet,  dcerou malíře Lucase Floqueta a sestrou dalších tří malířů, rovněž malířkou zátiší. Během svého dlouhého tvůrčího období přejímal styly jiných malířů zátiší, mimo jiné Willema Claesze Hedy, Franse Snyderse a Daniela Segherse. Ykens byl velmi úspěšný a měl řadu vlastních žáků. Peter Paul Rubens patřil k jeho přátelům a vlastnil šest jeho zátiší.

## Galerie

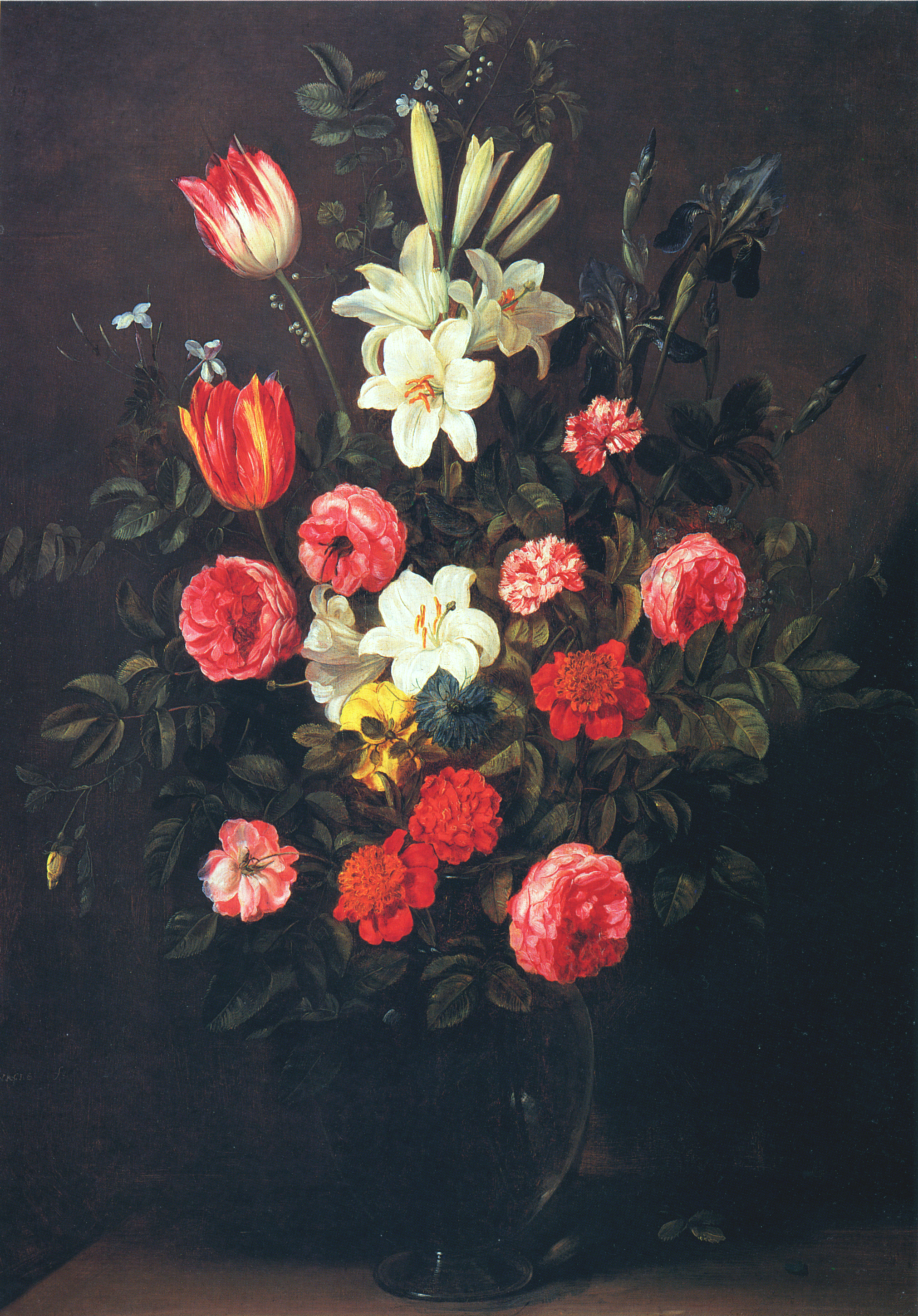
Frans Ykens, Kytice ve skleněné váze
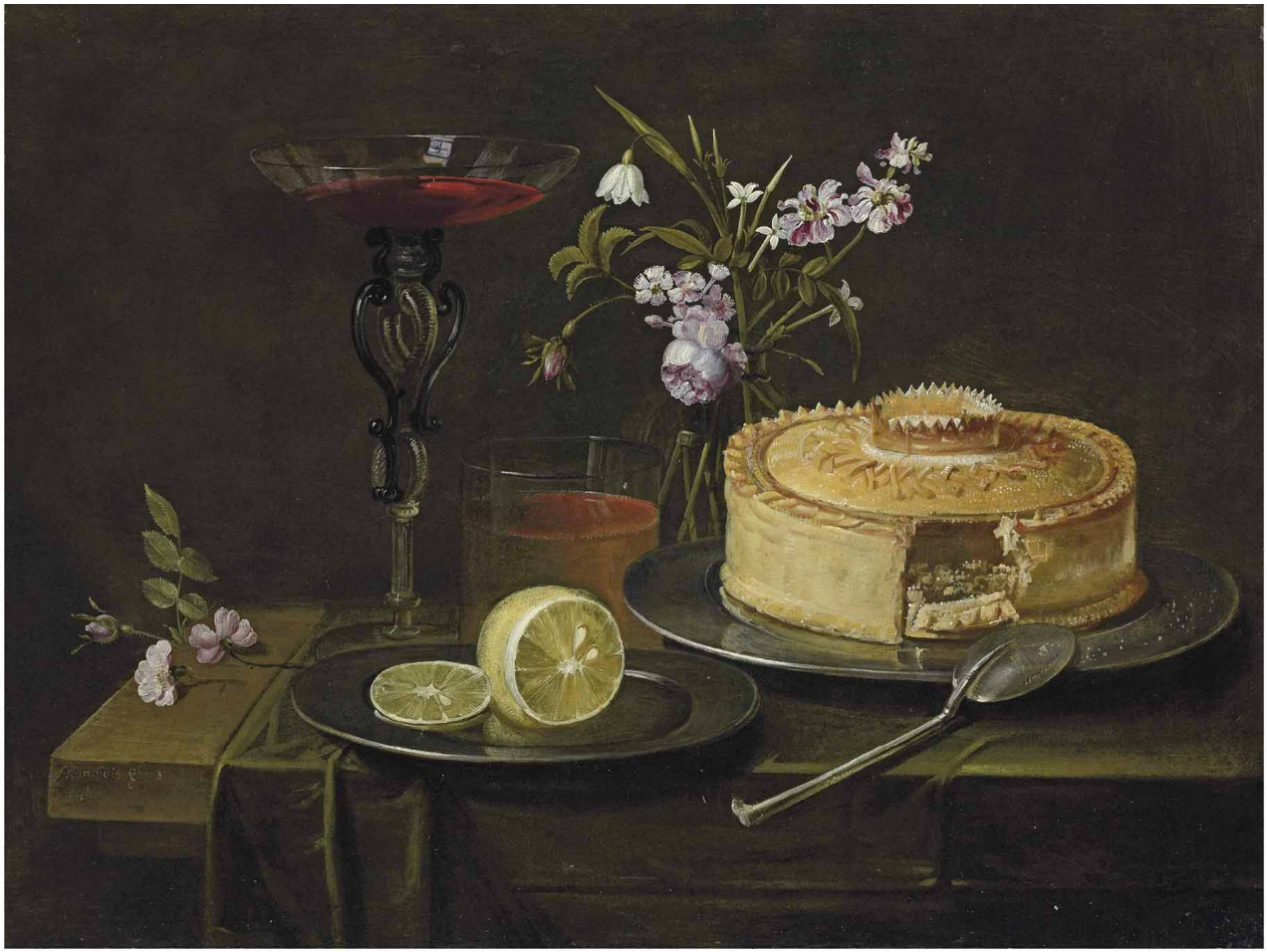
Frans Ykens, Zátiší s koláčem a citronem
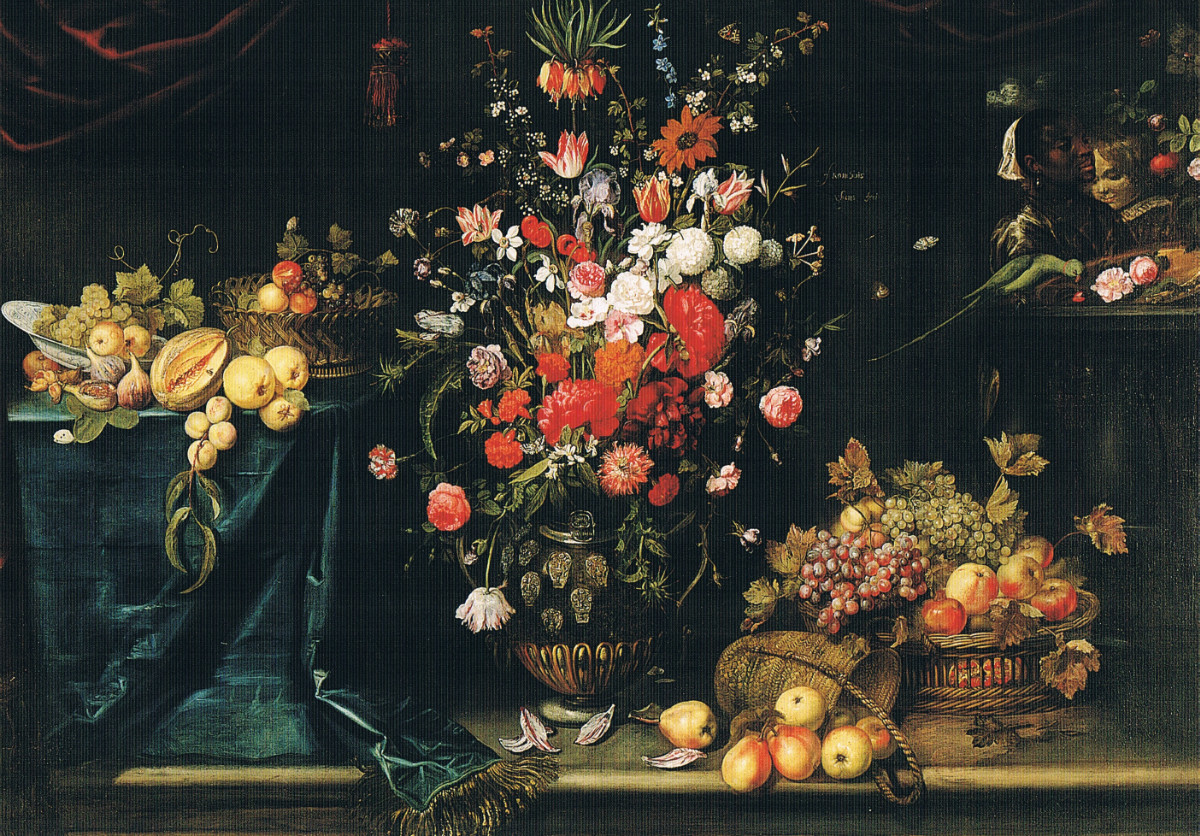
Frans Ykens, Zátiší s květinami a ovocem